# Gran Erg
El Gran Erg es una extensión gigantesca de dunas que abarca amplias extensiones del sur de Argelia y Túnez.
Linda al sur con el Macizo del Tassili, al oeste con una serie de colinas en Túnez, al norte con un sistema de chotts, y al oeste con otras extensiones desprovistas de arena en el Sahara.
El uadi Igargar lo atraviesa de sur a norte, dividiéndolo asimétricamente en dos partes; la oriental es mucho mayor.